# Gianfranco Gambarelli
(Gianfranco Gambarelli)»
(Tesina Treccani)
Gianfranco Gambarelli (Bergamo, 24 settembre 1946) è un matematico italiano, professore emerito presso l'Università degli Studi di Bergamo.

## Biografia
Figlio di Bruno, calciatore e comandante di unità partigiana e di Mariella, ragioniera nell'impresa del padre Berardo Cittadini, ama raccontare d'essere nato a Bergamo sul tavolo da cucina, partorito con l'assistenza dell'ostetrica Mercedes, mentre il padre, che era stato volutamente tenuto all'oscuro del lieto evento, venne avvisato telefonicamente al bar dove era solito fermarsi per un caffè all'uscita dall'ufficio.
Si laureò all'Università degli Studi di Milano in Matematica, a seguire un master IBM in Informatica. Nei successivi cinque anni lavorò presso il Credito Bergamasco all'ufficio organizzativo, per poi abbandonare il lavoro perseguendo il desiderio di proseguire negli studi che lo portarono a percorrere una brillante e veloce carriera universitaria fino a divenire preside della Facoltà di Economia dell'Università degli Studi di Bergamo per due mandati.
È stato professore ordinario di Informatica e Matematica all'Accademia della Guardia di Finanza e alla Facoltà di Economia dell'Università degli Studi di Brescia, di Analisi nella Facoltà di Ingegneria e di Teoria dei Giochi e delle Decisioni e di Elementi di Matematica nella Facoltà di Economia dell'Università degli Studi di Bergamo, con numerosi interventi di visiting professor in tutto il mondo. 
Autore di molte pubblicazioni scientifiche e letterarie e di una ventina di libri (in inglese, in italiano e uno in dialetto bergamasco), alcuni tradotti in altra lingua. È risultato vincitore di vari premi letterari: la IV edizione del volumetto "Anche i matematici hanno un'anima?"  ha vinto la medaglia d'oro al concorso  nazionale San Domenichino e la VI edizione (ed. Campanotto) ha vinto il Premio della Giuria al Concorso internazionale di Poesia e Narrativa "Città di Salò", inoltre ha presieduto per un decennio il Cenacolo orobico di Poesia. Le sue frequentazioni di altissimo livello l'hanno portato a essere amico di molti premi Nobel per l'Economia: in particolare di John Nash (noto anche come A Beautiful Mind). 
Il 23 giugno 2017 è stato insignito del titolo di Professore emerito nell'Aula Magna presso la sede in Sant'Agostino dell'Università di Bergamo, assieme al collega docente Mario Masini, con decreto ministeriale del 30 maggio.

## Opere
Un elenco di alcuni dei suoi libri, mentre numerosi sono i suoi articoli pubblicati su periodici accademici.
Pubblicazioni letterarie:
- Itinerari dannunziani, Bergamo, edizioni dell'Ateneo, 1999.
- Raìs (Radici - poesie in bergamasco), Bergamo, Grafica & Arte, 2003, ISBN 88-7201-235-X.
- Anche i matematici hanno un'anima?-Stagioni, I, Pasian di Prato, Campanotto, 2003, ISBN 88-456-0660-0.
- Anche i matematici hanno un'anima?-Seriosità, II, Pasian di Prato, Campanotto, 2003, ISBN 88-456-0701-1.
- Anche i matematici hanno un'anima?-Scherzi, III, Pasian di Prato, Campanotto, 2003, ISBN 88-456-0702-X.
- con Gloria Albani et al., Dei miracoli sul Serio, Lubrina, Bergamo, 2015, ISBN 88-7766-542-4.

Libri di testo:
- con Andrea Cesare Resti, Introduzione all'informatica per managers, Milano, Angeli, 1991, ISBN 88-204-6713-5.
- con Giorgio Pederzoli, Metodi di decisione, Milano, Hoepli, 1992, ISBN 88-203-1973-X.
- Giochi competitivi e cooperativi, 2nd, Torino, Giappichelli, 2003, ISBN 88-348-3378-3.
- con Stefania Mercanti, Matematica indolore, Torino, Giappichelli, 2005, ISBN 88-348-5351-2.

Pubblicazioni scientifiche:
- La Matematica e le sue applicazioni, Bergamo, Edizioni dell'Ateneo, 2001.
- con M. Holler, Essays on Cooperative Games – in honor of Guillermo Owen, Special Issue of Theory and Decision, Series C, Vol. 36, Dordrecht,, Kluwer Academic Publishers, 2004, ISBN 1-4020-2935-7.
- con M. Holler, Power Measures III, Special Issue of Homo Oeconomicus, Vol. 22, München, Accedo Verlagsgesellschaft, ISBN 3-89265-060-8.
- Power Measures IV, Special Issue of Homo Oeconomicus, München, Accedo Verlag, 2008, ISBN 978-3-89265-066-9.
- con J. Mercik, D. Ramsey e A. Rusinowska, Operations Research and Decisions (special issue devoted to Game Theory) Issue 2, 2009, ISSN 1230-1868 (WC · ACNP).
- con Vito Fragnelli, Open Problems in the Theory of Cooperative Games, in A Special Issue of International Game Theory Review, vol. 15, 2013, ISSN 0219-1989 (WC · ACNP).
- con Vito Fragnelli, Open Problems in the Applications of Cooperative Games, in A Special Issue of International Game Theory Review, 2013, ISSN 0219-1989 (WC · ACNP).

Numerose sono le pubblicazioni di suoi articoli matematici con riferimento agli algoritmi, alle applicazioni finanziarie e politiche.
Collaborò con l'Encyclopedia of Power nel 2011 per le pubblicazioni di voci enciclopediche sempre sulla Teoria dei Giochi e le sue applicazioni.